# Биг-Хол (река)
Биг-Хол (Биг-Холль, Уиздом; англ. Big Hole River, Sensable River, Wisdom River) — река в Монтане на Западе США. Левая составляющая Джефферсон. Длина реки — 246 км (153 мили). Протекает в юго-западной части штата, по территории округов Мадисон, Биверхед, Силвер-Боу и Дир-Лодж. Площадь водосборного бассейна — 7300 км² (2800 миль²).
Биг-Хол начинается в горах Биверхед, вытекая из озера Скиннер на высоте 2247 м над уровнем моря. От истока течёт преимущественно на север, далее огибает горы Пайонир и после горы Мак-Картни поворачивает на северо-восток. Севернее населённого пункта Туин-Бриджес сливается с Биверхед на высоте 1405 м над уровнем моря, образуя реку Джефферсон.